# Comté de Mariposa
Le comté de Mariposa (en anglais : Mariposa County) est un comté américain de l'État de Californie. Au recensement des États-Unis de 2020, il compte 17 131 habitants. Le siège de comté est Mariposa. La moitié orientale du comté constitue la partie centrale du parc national de Yosemite, comprenant notamment les chutes de Yosemite et le Half Dome. Le comté ne compte pas de municipalités.

## Histoire
Le comté est établi en 1850 parmi les 27 originels de Californie. Il porte le nom « papillon » en espagnol.

## Géographie

### Situation
|                 | Comté de Tuolumne |                 |
|                 | comté de Mariposa |                 |
| Comté de Merced |                   | Comté de Madera |

### Localités
Bien que le comté de Mariposa, d'une superficie de 3 789 km2 dont 31 km2 d'eau, ne contienne aucune ville incorporée, plusieurs de ses localités sont considérées par le Bureau du recensement des États-Unis (USCB) comme des census-designated places (CDP).
Elles sont : Coulterville, El Portal, Fish Camp, Mariposa, Wawona, Yosemite Valley, ainsi que Bear Valley, Bootjack, Buck Meadows, Catheys Valley, Greeley Hill, Hornitos, Lake Don Pedro et Midpines.

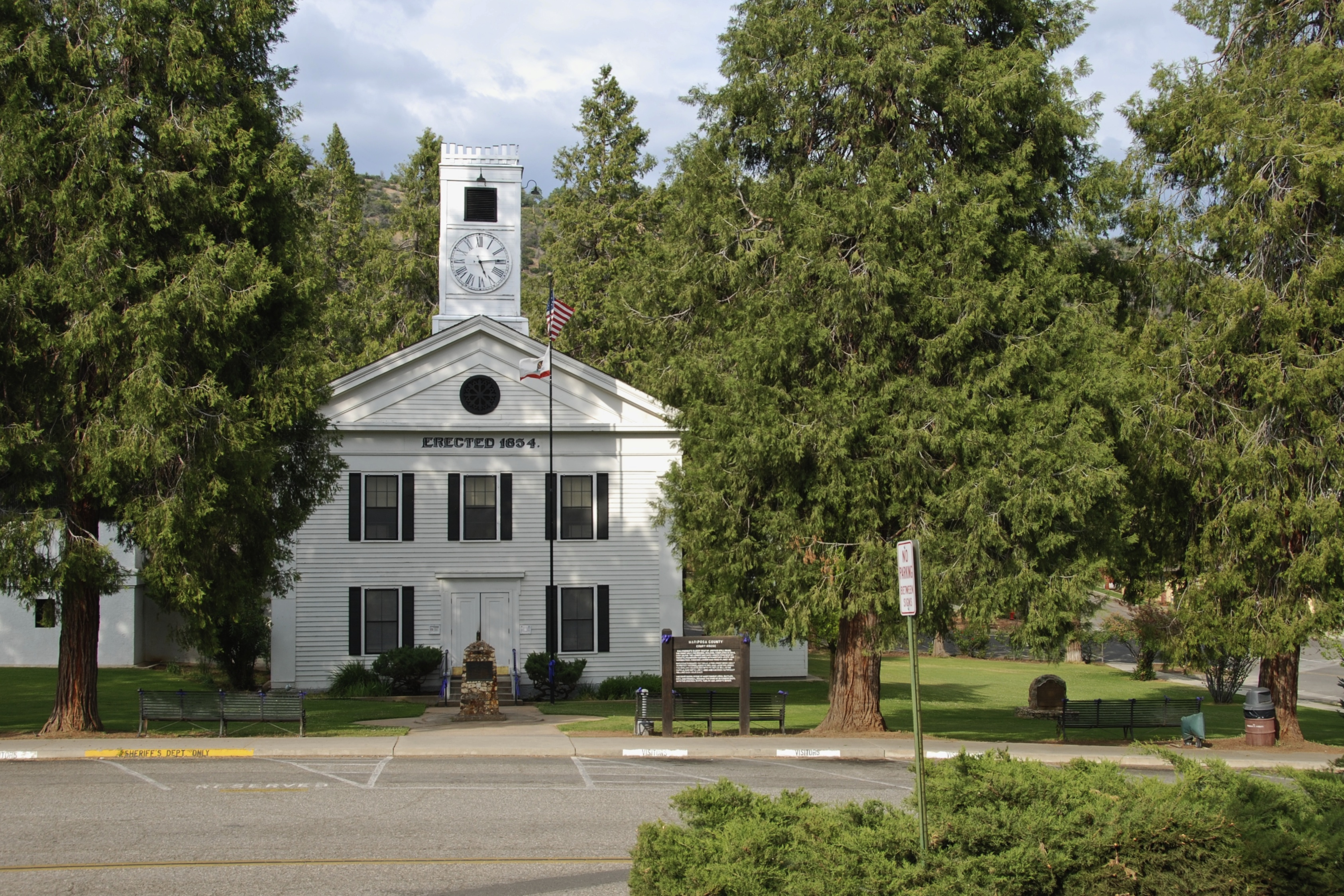
Le palais de justice du comté dans la Bullion Street à Mariposa.
Vue du nord-est du pic Tresidder.
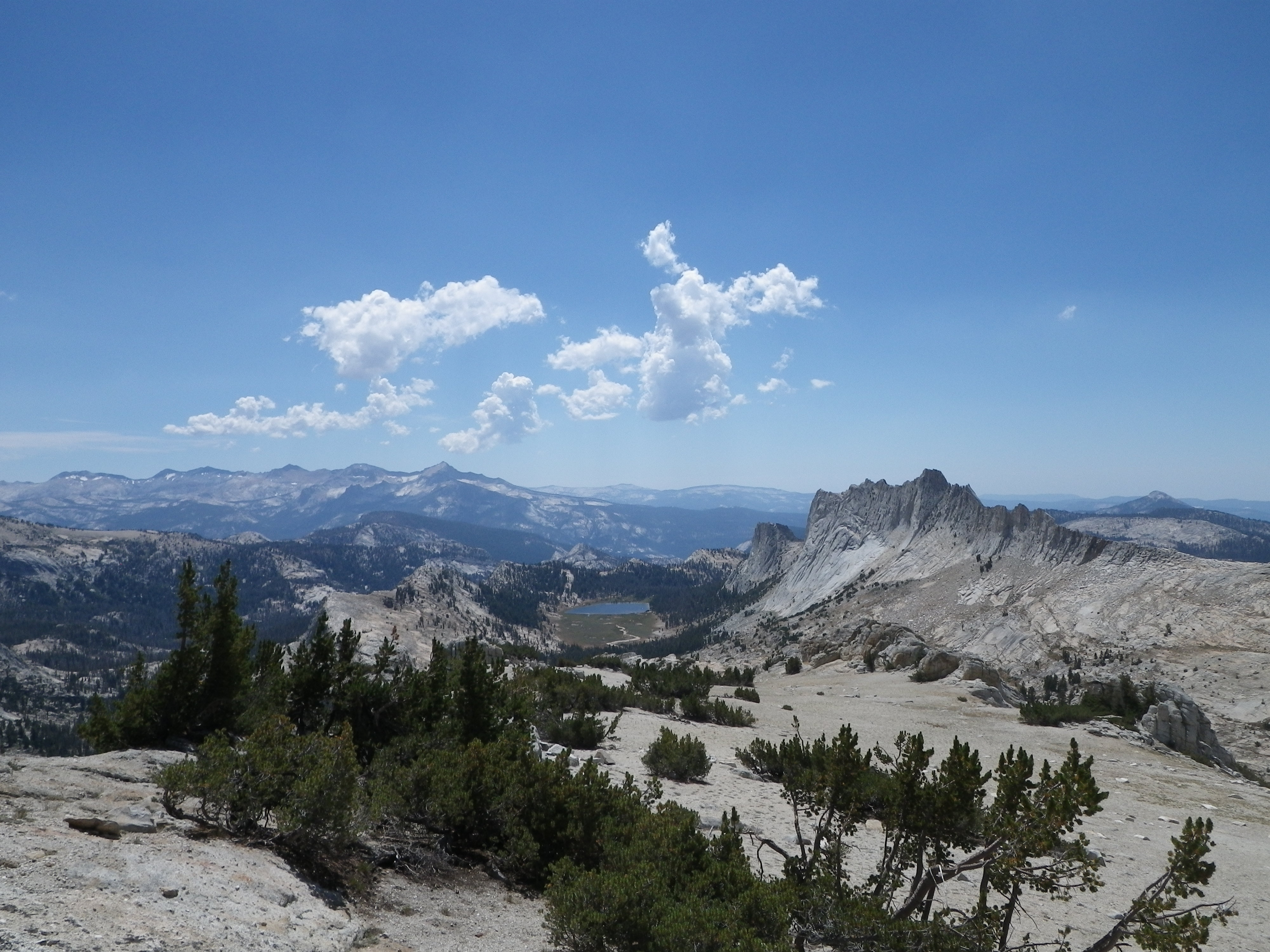
Crête Matthes.

## Démographie
| 1850  | 1860  | 1870  | 1880  | 1890  | 1900  |
| ----- | ----- | ----- | ----- | ----- | ----- |
| 4 379 | 6 243 | 4 572 | 4 339 | 3 787 | 4 720 |

| 1910  | 1920  | 1930  | 1940  | 1950  | 1960  |
| ----- | ----- | ----- | ----- | ----- | ----- |
| 3 956 | 2 775 | 3 233 | 5 605 | 5 145 | 5 064 |

| 1970  | 1980   | 1990   | 2000   | 2010   | 2020   |
| ----- | ------ | ------ | ------ | ------ | ------ |
| 6 015 | 11 108 | 14 302 | 17 130 | 18 251 | 17 131 |

### Relief
Le comté culmine près du sommet du pic Parsons, qui relève des comtés voisins de Madera et Tuolumne.

## Politique et administration
Le comté de Mariposa est dirigé par un Board of Supervisors — détenant les pouvoirs exécutif et législatif — de cinq membres élus pour quatre ans sans limite de mandats. Le comté est divisé en cinq districts, chacun élisant un Supervisor, lors d'un scrutin uninominal qui se tient en parallèle l'élection du président des États-Unis (pour les districts 2, 4 et 5) ou l'élection du gouverneur de Californie (pour les districts 1 et 3).
La composition actuelle du Board of Supervisors est la suivante :
| District | Localisation | Identité            | Début de mandat   | Fin de mandat |
| -------- | ------------ | ------------------- | ----------------- | ------------- |
| 1        | Nord-est     | Rosemary Smallcombe | 2019 (2e mandat)  | 2023          |
| 2        | Nord-ouest   | Tom Sweeney         | 2021 (1er mandat) | 2025          |
| 3        | Sud-ouest    | Marshall Long       | 2019 (2e mandat   | 2023          |
| 4        | Centre       | Wayne Forsythe      | 2021 (1er mandat) | 2025          |
| 5        | Sud-est      | Miles Menetrey      | 2021 (2e mandat)  | 2025          |